# Wyndham D. Miles
Wyndham Davies Miles (* 21. November 1916 in Wilkes-Barre, Pennsylvania; † 1. Januar 2011 in Gaithersburg, Maryland) war ein US-amerikanischer Chemie- und Medizinhistoriker.

## Leben
Miles studierte am Philadelphia College of Pharmacy and the Sciences mit dem Bachelor-Abschluss 1942  und erhielt 1949 seinen Master-Abschluss in organischer Chemie an der Pennsylvania State University. 1944 bis 1950 und 1952/53 war er Mitglied der Fakultät der Penn State University. 1955 wurde er bei I. B. Cohen an der Harvard University promoviert mit einer Dissertation in Wissenschaftsgeschichte (The development of chemical education in Columbia, Princeton, Rutgers and Pennsylvania). 1953 bis 1960 war er Historiker des US Army Chemical Corps. 1960/61 war er an den National Archives und 1961/62 war er bei der US Navy als Historiker des Polaris Projekts. 1962 wurde er der erste Historiker, der von den National Institutes of Health angestellt wurde. Für die NIH führte er zahlreiche Oral History Interviews durch. Ab 1974 war er in der Abteilung für Medizingeschichte der National Library of Medicine.
1971 erhielt er den Dexter Award. Er war mehrfach Vorsitzender der History Division der American Chemical Society. Er war auch einer der Herausgeber der Geschichte der ACS zu ihrem hundertjährigen Bestehen (A Century of Chemistry, 1976).
Eines seiner Forschungsgebiete war das Verhältnis von Chemie zum Militär, vom amerikanischen Bürgerkrieg bis zur chemischen Kriegführung im 20. Jahrhundert.

## Schriften
- mit Leo B. Brophy, Rexmond C. Cochrane: The Chemical Warfare Service: From Laboratory to Field, 1959
- American Chemists and Chemical Engineers, 2 Bände, 1976, 1994
- A History of the National Library of Medicine: The Nation’s Treasury of Medical Knowledge, 1982